# Rett fra hjertet
Rett fra hjertet er den norske rapgruppe Karpe Diems debutalbum, der blev udgivet 12. juni 2006. Der var også en før-udgivelse af albummet den 11. juni på Byporten i Oslo.

## Spor
1. «Rett fra hjertet» 2.55
2. «Piano» 3.59
3. «Galskap» 3.07
4. «Identitet som dreper» 5.09
5. «Fem om morningen» 2.45
6. «Hat & Love» 4.37
7. «Eksamen» 3.42
8. «Hørt det før» 3.19
9. «Kampen mot klokka» 2.41
10. «Rigveda 10.90» 4.40
11. «Show» 4.05
12. «Déjà vu» 4.52

Mere info kan findes på: Karpe Diem singler